# Шемерхофен
Шемерхофен (њем. Schemmerhofen) општина је у њемачкој савезној држави Баден-Виртемберг. Једно је од 45 општинских средишта округа Биберах. Према процјени из 2010. у општини је живјело 7.691 становника. Посједује регионалну шифру (AGS) 8426134.

## Географски и демографски подаци
Шемерхофен се налази у савезној држави Баден-Виртемберг у округу Биберах. Општина се налази на надморској висини од 520 метара. Површина општине износи 50,2 km². У самом мјесту је, према процјени из 2010. године, живјело 7.691 становника. Просјечна густина становништва износи 153 становника/km².